# Ґеорґі Іванов Странський
Георгі (Георгій) Іванов (Іванович) Странський (болг. Георги Иванов Странски; 13 серпня 1847, Калофер, Карлово, Пловдивська область, Османська імперія — 17 січня 1904, Софія, Болгарське князівство) — болгарський медик і політичний діяч.

## Життєпис
Георгій Странський народився 13 серпня 1847 року. Навчався медицині в університеті Бухареста.
Брав участь як лікар у сербсько-турецькій і російсько-турецький війнах.
1879 року Странський був членом тирновського народного зібрання, де належав до Народно-ліберальної партії; потім оселився у Філіппополі, де грав досить помітну роль у політиці; за Алеко-паші був (1880—1882) директором фінансів.
Під час підготовки до перевороту 6 вересня 1885 року був одним з учасників змови. Коли Гавриїла-пашу було скинуто, увійшов до складу тимчасового уряду і навіть став його головою, хоча не відігравав першої ролі ні серед діячів змови до перевороту, ні в тимчасовому уряді після перевороту: ця роль скоріше належала Захарію Стоянову. Після приєднання Східної Румелії до Болгарії Странський оселився в Софії.
Протягом 1887—1890 років Георгій Странський був міністром закордонних справ у кабінеті Стефана Стамболова.
1893 року Странський став одним із засновників, а потім діяльним співробітником ворожої до Стамбулова газети «Вільне слово»; пізніше брав участь у радославістській газеті «Народни право».
1898 року самоусунувся від політичної діяльності.
Георгій Іванович Странський помер 17 січня 1904 року в місті Софії.